# Mads Christiansen

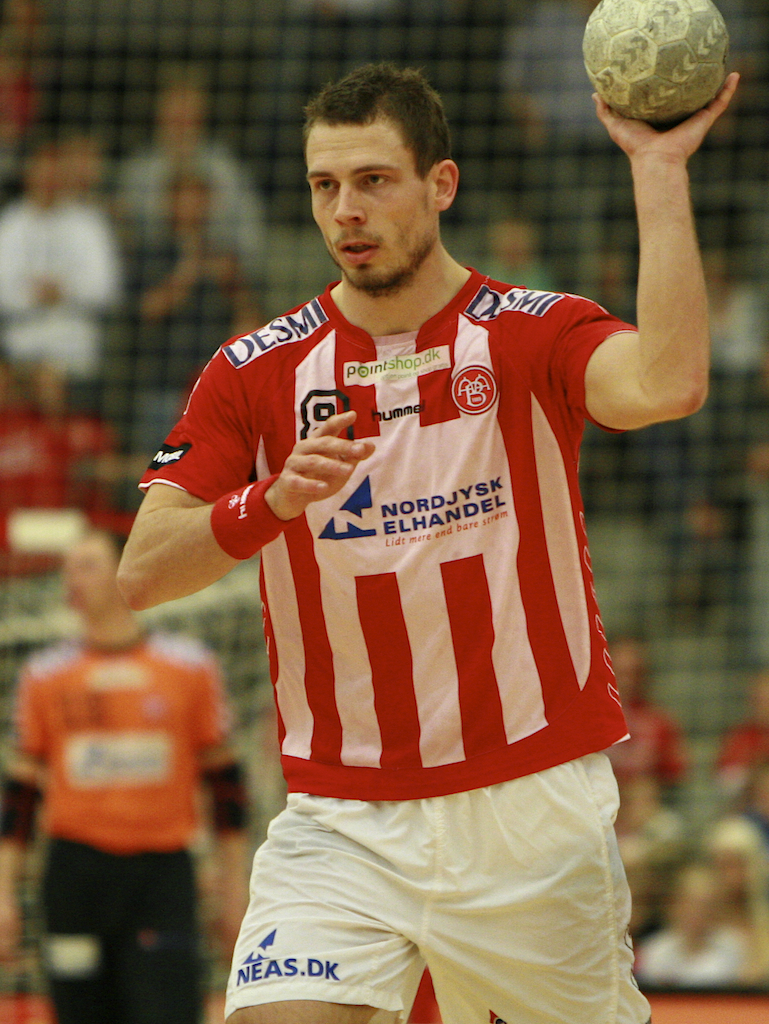
Mads Christiansen (2009)

Mads Christiansen (* 3. Mai 1986 in Næstved) ist ein dänischer Handballspieler.
Der 1,94 Meter große und 92 Kilogramm schwere rechte Rückraumspieler spielte anfangs bei GOG Svendborg TGI und AaB Håndbold. Ab dem Sommer 2011 stand er bei Team Tvis Holstebro unter Vertrag. Ab der Saison 2013/14 lief er für Bjerringbro-Silkeborg auf. Mit Bjerringbro-Silkeborg gewann er 2016 die Meisterschaft. Ab dem Sommer 2016 stand er beim deutschen Bundesligisten SC Magdeburg unter Vertrag. Ab der Saison 2019/20 lief er für den dänischen Verein Aalborg Håndbold auf. Mit Aalborg gewann er 2020 und 2021 die dänische Meisterschaft. Im Sommer 2021 wechselte er zu Fredericia HK. In der Saison 2023/24 steht er beim Zweitligisten Aarhus HC unter Vertrag. Anschließend wird er seine Karriere beenden.
Für die dänische Nationalmannschaft bestritt er bislang 117 Länderspiele, in denen er 257 Tore warf. Er stand im erweiterten Aufgebot für die Weltmeisterschaft 2011. Ein Jahr später nahm Christiansen an der Europameisterschaft 2012 teil, die Dänemark gewann. Bei der Europameisterschaft 2014 im eigenen Land wurde er Vize-Europameister. Bei den Olympischen Spielen 2016 in Rio de Janeiro gewann er die Goldmedaille.